# Staw przy Książęcej
Staw przy Książęcej lub Staw Żurawka – staw w Warszawie, w dzielnicy Śródmieście.

## Położenie i charakterystyka
Staw leży po lewej stronie Wisły, w stołecznej dzielnicy Śródmieście, na obszarze MSI Śródmieście Południowe, niedaleko ulic Książęcej, Józefa Czapskiego i Stanisława Lorentza, na terenie parku Na Książęcem, w sąsiedztwie zdroju wody oligoceńskiej z lat 50. XX w. zbudowanego w stylu klasycystycznym i Elizeum. Znajduje się na obszarze zlewni bezpośredniej Wisły.
Zgodnie z ustaleniami w ramach „Programu Ochrony Środowiska dla m. st. Warszawy na lata 2009–2012 z uwzględnieniem perspektywy do 2016 r.” staw położony jest na terasie nadzalewowej. Zasilany jest wodociągiem, odpływ następuje do kanalizacji – poziom wody jest więc regulowany w sposób sztuczny. Powierzchnia stawu wynosi 0,0571 ha. Według numerycznego modelu terenu udostępnionego przez Geoportal lustro wody znajduje się na wysokości 88,1 m n.p.m. Identyfikator MPHP to 1409897.
Znajduje się na terenie dawnej glinianki, powstałej w wyniku zalania wodą wyeksploatowanego wyrobiska iłów zaopatrującego w surowiec cegielnie. Cegielnie w dolinie Żurawki, która w przeszłości płynęła m.in. w miejscu późniejszej ulicy Książęcej, istniały od XVII w. Około 1776 roku zbiornik wodny stał się częścią założenia parkowego autorstwa Szymona Bogumiła Zuga. Na wyspie na stawie przez pewien czas hodowano małpy (tzw. Małpia Kolonia).
Staw stanowi część dawnego ogrodu księcia Poniatowskiego wpisanego do rejestru zabytków (nr rej.: 278 z 1.07.1965). W 1958 roku w pobliżu stawu ustawiono popiersie Elizy Orzeszkowej autorstwa Romualda Zerycha.
W XXI wieku w zbiorniku wodnym zaobserwowano występowanie ropuchy zielonej i traszki zwyczajnej.